# Snårnetjärnet
Snårnetjärnet är en sjö i Säffle kommun i Värmland och ingår i Göta älvs huvudavrinningsområde. Sjön är 13,5 meter djup, har en yta på 0,134 kvadratkilometer och befinner sig 171,9 meter över havet.

## Delavrinningsområde
Snårnetjärnet ingår i det delavrinningsområde (658256-131640) som SMHI kallar för Inloppet i Öjesjön. Medelhöjden är 194 meter över havet och ytan är 15,05 kvadratkilometer. Det finns ett avrinningsområde uppströms, och räknas det in blir den ackumulerade arean 46,6 kvadratkilometer. Ysjöälven som avvattnar avrinningsområdet har biflödesordning 4, vilket innebär att vattnet flödar genom totalt 4 vattendrag innan det når havet efter 250 kilometer. Avrinningsområdet består mestadels av skog (86 procent). Avrinningsområdet har 0,98 kvadratkilometer vattenytor vilket ger det en sjöprocent på 6,5 procent.